# 동도초등학교 (전남)
동도초등학교는 대한민국 전라남도 신안군 도초면 도초동부길 198에 있었던 공립 초등학교이다.

## 연혁
- 1955년 11월 1일 도초국민학교 동도분교장 설립인가
- 1955년 11월 7일 도초국민학교 동도분교장 개교 (2학급 126명 인가)
- 1958년 4월 1일 동도국민학교 승격 인가(6학급 339 명)
- 1967년 4월 1일 도서벽지학교 '을'급 지정
- 1986년 1월 1일 도서벽지학교 '나'급 조정
- 1996년 3월 1일 동도초등학교 개칭
- 1999년 3월 6일 초등 6학급 70명, 병설유치원 1학급 13명 편성
- 2000년 3월 6일 초등 6학급 66명, 병설유치원 1학급 18명 편성
- 2001년 1월 1일 도서벽지학교 '다'급 조정
- 2008년 3월 1일 폐교 및 도초초등학교 통폐합